# Óleo de farelo de arroz
O óleo de farelo de arroz é o óleo extraído da camada castanha externa do arroz (casca de arroz). Ele é conhecido por seu alto ponto de ebulição de 232 °C (450 °F) e sabor suave, tornando-o adequado para métodos de cozimento de alta temperatura, como frituras. É popular como óleo de cozinha em vários países asiáticos, incluindo Bangladesh, Japão, Índia e China.

## Usos
O óleo de farelo de arroz é um óleo comestível que é usado na preparação da manteiga ghi vegetal. A cera de farelo de arroz, obtida a partir de óleo de farelo de arroz e extrato de palma, é utilizada como substituto da cera de carnaúba em cosméticos, confeitos, cremes para calçados e compostos de polimento.